# Tricalysia gilchristii
Tricalysia gilchristii är en måreväxtart som beskrevs av John Patrick Micklethwait Brenan. Tricalysia gilchristii ingår i släktet Tricalysia och familjen måreväxter. Inga underarter finns listade i Catalogue of Life.